# Carmen Souza
Carmen Souza (Lisbona, 20 maggio 1981) è una cantante portoghese di jazz.
Cantautrice di origini capoverdiane, si esprime sia in portoghese che in creolo capoverdiano.
Si distingue per uno stile originale, un jazz fusion fra i canti tradizionali di Capo Verde con elementi tradizionali e contemporanei del jazz.
Nel 2013 è stata insignita del premio per la miglior interprete di morna e della migliore voce femminile al Cabo Verde Music Awards.

## Biografia
Nella sua adolescenza Carmen aveva cantato in un coro gospel a Lisbona. 
I suoi riferimenti musicali sono stati Cabeção, Ella Fitzgerald, Joe Zawinul, Herbie Hancock, Keith Jarret, Diana Krall. Theo Pas’cal scoprì il suo talento e divenne il suo produttore e mentore, il noto bassista introdusse Carmen al jazz, alla fusion, generi e sonorità contemporanee che hanno poi influenzato la sua crescita musicale.
Dal 2003 Carmen e Theo hanno iniziato alle composizioni che costituirono il suo album di debutto Ess ê nha Cabo Verde (in italiano: Questo è il mio Capo Verde). Nell'album c'è un nuovo sound creato dall'unione fra i ritmi tradizionali dell’Africa, ed in particolare di Capo Verde, quali Batuke, Morna, Cola djon e il jazz contemporaneo.

## Discografia
- 2005 - Ess e Nha Cabo Verde
- 2008 - Verdade
- 2010 - Protegid
- 2011 - Carmen Souza Duo feat Theo Pas'cal London Acoustic set
- 2012 - Kachupada
- 2014 - Live at Lagny Jazz Festival
- 2015 - Epistola
- 2017 - Creology